# Eleuteriusz (egzarcha)
Eleuteriusz (zm. 620) – egzarcha Rawenny w latach 616–619, samozwańczy cesarz bizantyński w 619 roku za panowania Herakliusza I.

## Życiorys
Ogłosił się cesarzem w 619 roku. Planował koronację z Rzymie, ale został zabity przez własnych żołnierzy. Jego głowa została wysłana cesarzowi Herakliuszowi. 